# Mindoroflaggpapegoja
Mindoroflaggpapegoja (Prioniturus platenae) är en fågel i familjen östpapegojor inom ordningen papegojfåglar.

## Utseende och läte
Mindanaoflaggpapegojan är en medelstor papegoja med en för släktet karakteristisk stjärtform, där de två centrala stjärtpennorna är förlängda och längst ut försedda med en spatelliknande spets. Fjäderdräkten är övervägande grön, mörkare ovan och ljusare under, med gult under stjärtroten. Hanen har ordentligt med blått på huvudet, honan mer begränsat. Arten har ljust gräddfärgad näbb, till skillnad från blåkronad flaggpapegoja. Bland lätena hörs olika gälla och raspiga skrin.

## Utbredning och systematik
Fågeln är endemisk på ön Mindoro i Filippinerna. Tidigare ansågs den vara en underart till blåkronad flaggpapegoja. 

## Status
Mindoroflaggpapegojan har ett litet bestånd som består av uppskattningsvis mellan 8 000 och 25 000 vuxna indivder. Den hotas av habitatförlust, möjligen också fångst för vidare försäljning till burfågelindustrin. Internationella naturvårdsunionen IUCN kategoriserar arten som sårbar.